# 部谷孝之
部谷 孝之（へや たかゆき、1922年7月10日 - 2004年10月20日）は、昭和期における日本の政治家である。民社党衆議院議員（2期）、民社党山口県議会議員（3期）を務めた。

## 経歴
広島県出身。1943年9月、旧制広島高等工業学校（現・広島大学工学部）工作機械学科を卒業。同年10月に海軍予備学生となった。1946年6月に徳山曹達に入社した。同年12月には同社労働組合青年部長専従となった。1955年4月に、受田新吉の秘書となった。1960年、民社党結党に参画した。1967年4月に山口県議会議員選挙に民社党公認で徳山市選挙区から立候補して、初当選した。1975年4月、山口県議会議員選挙に徳山市・都濃郡選挙区から立候補して再選を果たした。1979年4月に3選を果たした。同年10月の第35回衆議院議員総選挙に民社党公認で受田の後継として旧山口2区から立候補して、初当選を果たした。1980年の第36回総選挙で再選を果たした。しかし、1983年の第37回総選挙では次点で落選した。その後、1986年の第38回総選挙にも立候補したが、及ばなかった。

## 栄典
- 1997年 - 勲三等瑞宝章[11]

## 人柄
- 受田新吉は自叙伝「白道をゆく」で部谷について「昭和42年春、山口県議選に民社党公認として立候補当選するまでの十有余年間、部谷君は持ち前の明晰な頭脳と、労組時代に培った政治的手腕でもって、みごとに私を補佐してくれた。同時に彼は、民社党の秘書団長を永年にわたって務めるとともに、衆参両院の秘書千四百人で組織する協議会の副会長も長く務め、国会秘書団にあって、党派を超えた信頼を集めていたものである。部谷君が、いわゆる受田学校の優等生の一人であり、県議三期にして、すでに中央政界でも通用するだけの政治家としての力量・風格を備えてきていることは衆目の認めるところとなった」と著している。